# Markizaat Veere
Het markizaat Veere of markizaat van Veere en Vlissingen was een gebied rondom de Zeeuwse stad Veere op Walcheren. Bij dit markizaat wordt meestal de spelling gebruikt met /i/, dit in tegenstelling tot bijvoorbeeld het markiezaat Bergen op Zoom. Soms wordt ook de genitiefvorm met /van/ gebruikt. Het markizaat werd opgericht op 21 oktober 1555 en heeft bestaan tot 1795. De koning der Nederlanden voert nog steeds de historische titel markies van Veere en Vlissingen.

## Ligging
Het markiezaat strekte zich uit over delen van de huidige gemeenten Veere, Vlissingen, en Middelburg op het voormalige eiland Walcheren. Bij de verheffing tot markizaat in 1555 omvatte het de vanaf 1574 'goede' steden Veere en Vlissingen, de smalsteden en hoge heerlijkheden Westkapelle en Domburg, de kastelen Zandenburg, Popkensburg en Duinbeek en verschillende ambachtsporties in de ambachtsheerlijkheden Zanddijk, Serooskerke, Kleverskerke, Koudekerke, Biggekerke, Krommenhoeke, Hoogelande, Wellinkwerve, Sint Janskerke, Ser Poppekerke, Westkapelle-Buiten en Woitkensdorp, Boudewijnskerke, Oud-Vlissingen en Welzinge.

## Voorgeschiedenis

### Heren van Borssele

#### Ontstaan macht
In het Zeeland van de 13e eeuw konden lenen zogenaamde kwade of rechte lenen zijn. Deze kwade zwaardlenen vielen terug aan de leenheer als er geen mannelijke nakomelingen waren. Indien er meerdere zonen waren, werd de leen verdeeld onder deze nakomelingen. De Zeeuwse adel kwam hiertegen in opstand, omdat de lenen hierdoor te versnipperd raakten. De heren van Borselen hadden enige tijd op slot Zandenburg gewoont, en in de schaduw van dit kasteel groeide de plaats Veere. Wolfert I van Borselen had in 1280 Veere en Zanddijk in leen gekregen van graaf Floris V. In 1280 had hij ookal de schorren van Vrouwenpolder aangekocht om in te laten polderen en het kasteel Zandenburg laten bouwen In 1282 droeg Wolfert al zijn lenen op aan de gravin van Holland, waarna hij het als goed of onversterfelijk leen terugkreeg. Dit leen zou de basis vormen voor de nakomelingen van Wolfert van Borselen. Gedurende de 14e eeuw zou Veere uitgroeien van een vissersdorpje met een letterlijk veer tot een belangrijke handelsstad.
In de 14e eeuw kwam het versterkte Huis Duinbeek onder Oostkapelle in het bezit van de heer van Veere. Via dezelfde constructie als in 1282 werd ook dit bezit, nu door Wolfert III van Borselen, in 1351 opgedragen aan graaf Willem V van Holland om het vervolgens als goed Hollands leen weer te ontvangen. Ook werd bepaald dat het huis Duinbeek als leen nooit van kasteel Zandenburg (en Veere en Zanddijk) gescheiden kon worden.

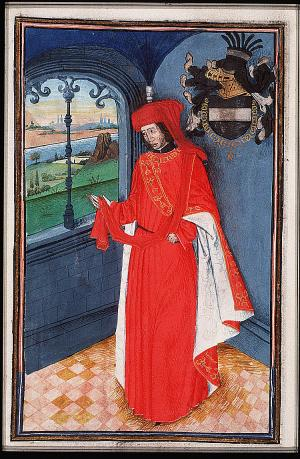
Hendrik II van Borselen, heer van Veere van 1409 tot 1477. Schilderij uit 1473.

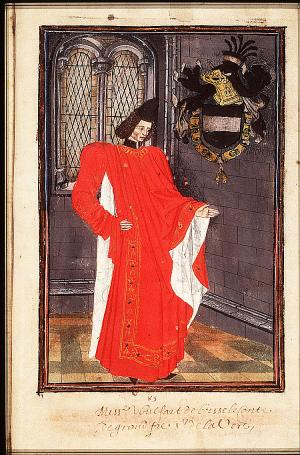
Wolfert VI van Borselen, heer van Veere van 1477 tot 1486. Schilderij uit 1473.

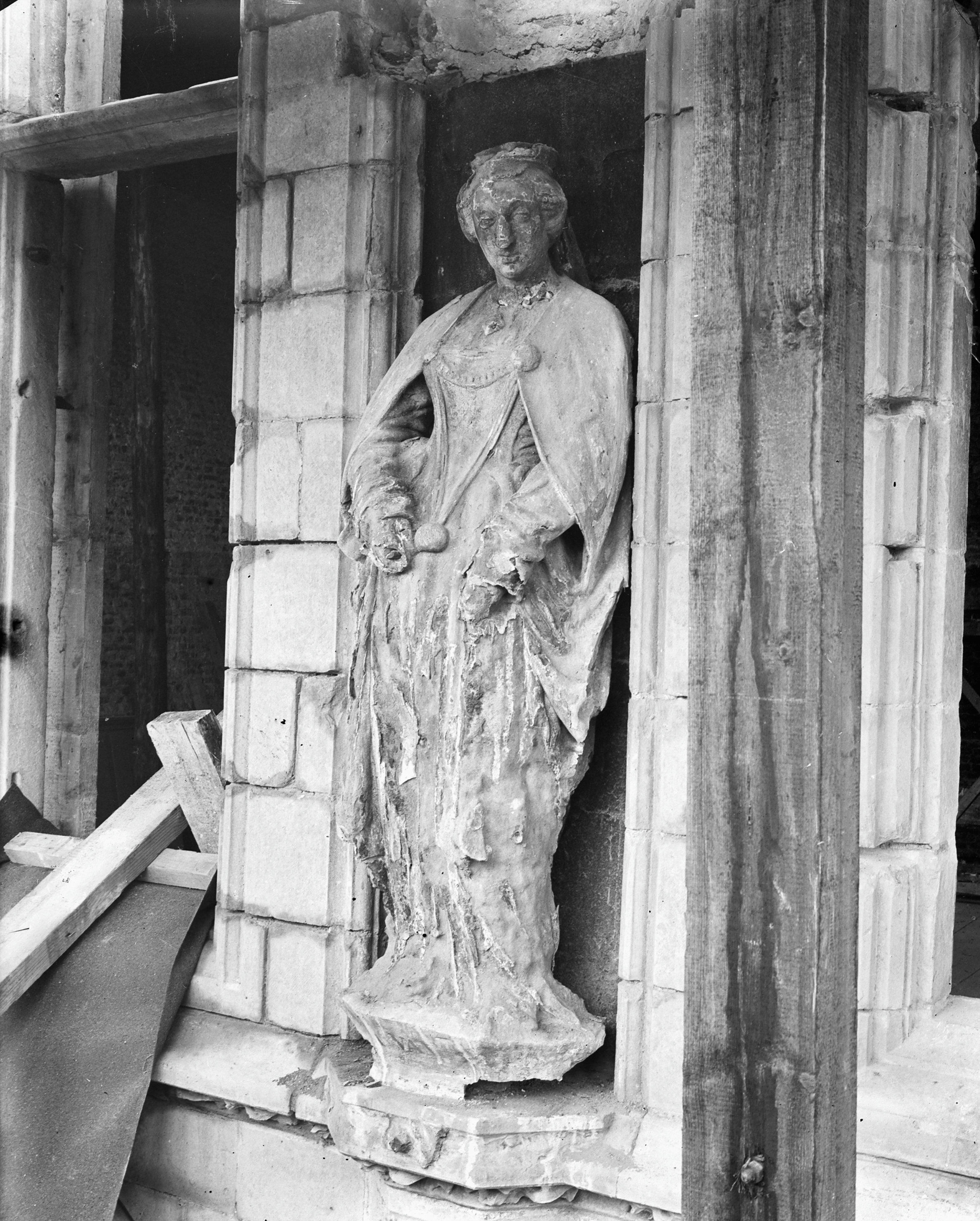
Beeld van Anna van Borsselen, vrouwe van Veere van 1486 tot 1518, op het Stadhuis van Veere

#### Uitbreiding macht en bezit
In de vroege 15e eeuw vormden verschillende takken van het geslacht Van Borssele, onder leiding van Frank van Borssele, heer van Sint-Maartensdijk, en Hendrik II van Borselen, heer van Veere, de machtigste clan onder de Zeeuwse edelen. Dankzij de strijd om het grafelijke gezag in Holland en Zeeland en Henegouwen tussen Jacoba van Beieren en Filips de Goede, konden de Van Borsseles hun gezag uitbreiden. De Van Borsseles kozen de kant van Filips en met hun steun ging het Graafschap Zeeland vanaf 1425 deel uitmaken van de Bourgondische Nederlanden. Filips strijd met Jacoba zou echter nog tot de Zoen van Delft in 1428 duren, en in deze eerste jaren moest Filips dus Frank en Hendrik aan zijn zijde proberen te houden. In 1426 werden beide Van Borsseles door Filips benoemd tot kapiteins van Zeeland en in 1427 werd Hendrik beleend met alle verbeurdverklaarde bezittingen op Zuid-Beveland van gevluchte aanhangers van Jacoba. De relatie met Filips verslechterde even wanneer Frank van Borssele in 1432 in het geheim met gravin Jacoba trouwde, maar in 1433 nadat Jacoba afstand had gedaan van al haar rechten, herstelde het vertrouwen tussen Filips en Frank en dus de Van Borsseles.
Vanaf 1433 werd Hendrik beleen met het verbeurd bezit van de ter dood veroordeelde Bartholomeus van Biggekerke; grote delen van de ambachtsheerlijkheden Haaimanambacht, Welzinge, Koudekerke, Biggekerke en Wellinkwerve. Ook in Holland kreeg Hendrik voet aan de grond. In 1429 werd hij door Filips de Goede benoemt tot houtvester van de Haarlemmerhout. Vanuit deze functie bouwde hij ook in deze omgeving een positie op. Zo had hij in 1434 Huis ter Kleef verworven met de heerlijkheden Sloten, Osdorp en Amstelveen. In het buitenland stond hij vooral bekend door zijn zeevloot. In samenhang met de nauwere handelscontrachten tussen Veere en Schotland, wist hij in 1444 te regelen dat zijn zoon Wolfert VI van Borselen met Maria Stuart trouwde, de zus van koning Jacobus II van Schotland. In 1470 intervenieerde hij zelfs als opperbevelhebber van de Bourgondische vloot in de Engelse Rozenoorlogen.
Onder graaf Filips de Goede en later Karel de Stoute kochten Hendrik en later zijn zoon Wolfert stelselmatig ambachtsporties op die aan de grafelijkheid vervielen wanneer een ambachtsheer overleed zonder (klein)zonen na te laten. Ook kochten ze direct ambacht van andere ambachtsheren. Via deze weg kwamen grote delen van Ser Poppekerke, Westkapelle-Buiten, Boudewijnskerke, Serooskerke, Kleverskerke, Gapinge op Walcheren in hun bezit. In totaal was het ambachtsbezit van de Heren van Veere tussen 1429 en 1482 verviervoudigd.

##### Vlissingen, Westkapelle en Domburg
In 1427, in het licht van de Hoekse en Kabeljauwse twisten, had Hendrik een toezegging van belening gekregen van graaf Filips de Goede voor de steden Vlissingen, Westkapelle en Domburg, die voorheen in bezit waren geweest van Lodewijk, de Bastaardzoon van oud-graaf Willem VI van Holland. Na de Zoen van Delft in 1428 werd Lodewijk echter weer in zijn rechten hersteld, en werd de toezegging aan Hendrik kennelijk genegeerd. Desondanks liet Hendrik zich in de jaren 1438-1441 in tal van oorkonden aanduiden als heer van Veere, Zandenburg én Vlissingen. Na de dood van Lodewijk in 1440 verzocht Hendrik graaf Filips de Goede hem alsnog in het bezit van de drie steden te stellen. Filips ging hier niet op in en beleende zijn bastaardzoon Cornelis van Bourgondië met Vlissingen, Westkapelle en Domburg. Hendrik zijn aanspraken werden afgekocht voor 1000 pond groot. Ook na het overlijden van Cornelis in 1452 kwam Hendrik net in aanmerking. Filips verpachtte Vlissingen, Westkapelle en Domburg voor negen jaar aan Adriaan van Borselen van Brigdamme, een verre achterneef van Hendrik. In 1453 kreeg Hendrik alsnog zijn zin. Filips de Goede verpandde - om geld te verkrijgen voor de onderdrukking van de Gentse Opstand - voor 17 jaar Vlissingen, Westkapelle en Domburg aan Hendrik voor 12000 gouden schilden. Hierdoor sloot hij, met Veere erbij, Middelburg van drie zijden af van de zee en controleerde de rede van Walcheren en de havens van Middelburg en Arnemuiden. Adriaan van Borselen van Brigdamme zou de drie steden voor het resterenden deel van de negen jaar in pacht blijven houden, enkel nu van de heer van Veere in plaats van de graaf. Van het terugkopen van de steden kwam het echter nooit meer, gravin Maria van Bourgondië zag in 1477 helemaal af van haar recht en beleende Hendriks zoon en opvolger Wolfert VI met Vlissingen, Westkapelle en Domburg als onversterflijk erfleen.
Met Vlissingen, Westkapelle en Domburg beheersten de heren van Veere het overgrote deel van de Walcherse Noordzeekust. Bovendien waren Vlissingen en Westkapelle aanzienlijke Vissersplaatsen. Door ook Brouwershaven op Schouwen in bezit te krijgen konden Hendrik en Wolfert een grote rol spelen in de haringhandel, de vrachtvaart tussen Keulen en Engeland en de handel naar het Oostzeegebied.

#### Val van Wolfert VI en huwelijk Anna
De laatste jaren van Hendrik II als Heer van Veere en vanaf 1474 de eerste jaren van Wolfert VI vormden een hoogtepunt qua omvang van bezit en macht van de Van Borsseles. Wolfert was in 1466 al door graaf Filips benoemd tot Admiraal van Holland, Zeeland, Artesië en Boulogne. Nadat de volgende graaf Karel de Stoute in 1477 onverwacht sneuvelde, werd Wolfert direct een vooraanstaand adviseur van de nieuwe gravin Maria van Bourgondië. Nog datzelfe jaar werd hij benoemd tot stadhouder van Holland en Zeeland. In 1478 werd hij ook nog benoemd als ridder in de Orde van het Gulden Vlies. Als stadhouder kon Wolfert een nieuwe opleving van de Hoekse en Kabeljauwse Twisten echter niet te baas, en omdat hij te veel de kant van de anti-Bourgondische Hoeken had gekozen, werd hij in 1480 als stadhouder ontslagen.

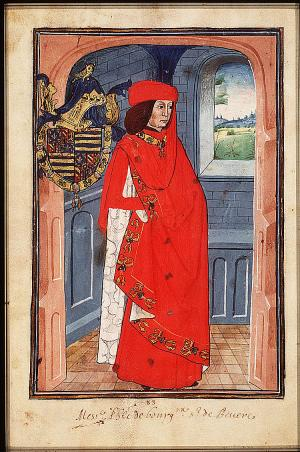
Filips van Bourgondië-Beveren, heer van Veere van 1486 tot 1498. Schilderij uit 1473.

Tegelijkertijd ontwikkelde er een nog veel groter probleem voor Wolfert. Wolfert had geen zonen op wie zowel zijn goede als kwade lenen over zouden gaan. Met Maria Stuart van Schotland had hij twee zonen die beiden vroeg overleden. Met zijn tweede vrouw, Charlotte de Bourbon, had hij vier dochters en een als kind overleden zoon. Het vinden van geschikte huwelijkspartners voor, met name de oudste dochter Anna, was dus van groot belang voor het het ten goede komen van het familiebezit. In eerste instantie werd door Anna van Bourgondië haar stiefzoon Filips van Kleef voorgedragen als kandidaat. Anna van Bourgondië was een bastaardkind van Filips de Goede en getrouwd geweest met Adriaan van Borselen van Brigdamme, later hertrouwde ze met Adolf van Kleef-Ravenstein, beide huwelijken waren kinderloos. Als weduwe van Adriaan van Borselen, was ze in bezit van een groot aantal ambachtsporties op Walcheren, waar ze het Kasteel van West-Souburg bewoonde. Na de dood van Adriaan van Borselen maakte Hendrik II aanspraak op grote delen van het nalatenschap, hetgeen leidde tot enkele langdurige processen bij de Grote Raad van Mechelen, die zich ook tot na Hendriks dood zouden voortslepen. Uiteindelijk kwam het tot een oplossing in de vorm van een huwelijkscontract tussen Wolferts dochter Anna en de stiefzoon van Anna van Bourgondië, Filips van Kleef in 1481. Door de politieke ontwikkelingen in de volgende jaren zou het echter nooit tot een huwelijk komen. In 1482 stierf namelijk gravin Maria van Bourgondië, haar zoon en opvolger Filips de Schone was op dat moment nog maar drie jaar oud en dus moest er een regent komen. Door de Staten-Generaal werd Maria's echtgenoot Maximiliaan van Oostenrijk als voogd en regent erkend. In het Graafschap Vlaanderen kwam hier echter flink verzet tegen. Er werd een eigen regentschapsraad opgericht waarin vele belangrijke edelen zaten. Leider van deze raad was Adolf van Kleef, de beoogde schoonvader van Anna van Borselen. Verder maakte onder andere Filips van Bourgondië-Beveren, zoon van Anton van Bourgondië, ook bastaard van Filips de Goede en Wolfert VI van Borselen zelf deel uit van deze raad. Na twee jaar waren alle onderhandelingen mislukt en was gewapende strijd onafwendbaar.
Hierop distantieerden sommige edelen zich van de opstand, waaronder Filips van Bourgondië-Beveren. Adolf van Kleef en Wolfert van Borsele bleven echter tot op het einde de Vlaamse opstand trouw. Filips van Kleef, de verloofde van Anna van Borsele, was echter al die tijd trouw gebleven aan Maximiliaan. Hij was in 1483 benoemd als luitenant-generaal van de Nederlanden en in 1485 verving hij Wolfert als admiraal der Nederlanden. Filips van Kleef leidde in 1485 dan ook het offensief van Maximiliaan tegen Vlaanderen. Ondertussen had Maximiliaan Veere laten bezetten door Jan van Kruiningen en beslag gelegd op al Wolferts bezittingen. Op 9 juni 1485 liet Maximiliaan zich in Veere persoonlijk huldigen als Heer van Veere. Nadat niet veel later ook Sluis werd veroverd was de strijd gestreden. Wolfert en zijn familie verbleven in die tijd in Gent. Hier werd op 4 juli, drie dagen voordat Maximilaan de stad binnentrok, een huwelijksovereenkomst getrokken tussen Anna van Borsele en Filips van Bourgondië-Beveren. Deze overeenkomst was tot stand gekomen na overleg tussen Wolfert VI van Borselen, Anna van Bourgondië en Anton van Bourgondië, allen in zekere vorm tegenstanders van Maximiliaan. Filips stond echter wel op goede voet met Maximiliaan, zodoende kreeg het huwelijk ook zijn goedkeuring. Na de dood van Wolfert in 1486 werden op 13 mei Filips en Anna ingehuldigd als Heer en Vrouwe van Veere.

### Heren van Bourgondië

#### Filips van Bourgondië-Beveren en Anna van Borselen
Het huwelijkscontract van Filips en Anna en de daaropvolgende verdeling van het nalatenschap van Wolfert had uiteindelijk wel als gevolg dat vele bezittingen in andere handen kwamen. Anna en Filips behielden alle bezittingen op Walcheren en Brouwershaven, maar moesten alle Hollandse bezittingen en een groot deel van de ambachten op Zuid-Beveland na laten aan de zussen van Anna. Wel kregen ze, dankzij de instemming van Maximiliaan, in 1488 een bevestiging voor de belening van Vlissingen, Westkapelle en Domburg, de belangrijkste lenen naast Veere op Walcheren.
Als lid van de grafelijke familie (Filips was een neef van Maria van Bourgondië, de overleden vrouw van regent Maximiliaan van Oostenrijk), konden de graven meer invloed uitoefenen op het strategisch gelegen Walcheren. Hoewel Filips in de Tweede Vlaamse Opstand (1488-1492) in eerste instantie de Vlaamse zijde koos, verzoende hij zich al in 1489 met Maximiliaan. Hierop werd hij in 1491 beloond met de functie van Admiraal der Nederlanden.
Na de dood van Filips in 1498, leek het er even op dat het Veerse bezit weer buiten Bourgondische handen zou vallen. Anna van Borsele hertrouwde namelijk in 1501 met Lodewijk van Montfoort, ooit aanhanger van de anti-Bourgondische Hoeken. Onder druk van graaf Filips de Schone werd in het huwelijkscontract echter bepaald dat al Anna's bezittingen zouden vererven op Adolf van Bourgondië, haar zoon uit haar huwelijk met Filips. Bovendien trad Anna van Bourgondië na Filips dood op als voogd. Lodewijk van Montfoort stierf in 1505, en Anna oefende daarna zelf het bewind uit als vrouwe van Veere tot haar dood in 1518. Onder Anna's en Filips' bewind namen de rechten en goederen in veel mindere mate toe dan onder hun voorgangers. Wel kwam in 1508, na de dood van Anna van Bourgondië, als gevolg van Anna en Filips hun huwelijkscontract het huis Popkensburg onder Sint Laurens en de heerlijkheid Duiveland in het bezit de vrouwe van Veere.

#### Hoogtepunt Bourgondische invloed onder Adolf van Bourgondië
De dood van Anna van Bourgondië in 1508 en de verdeling van haar bezittingen onder haar Bourgondische halfbroers Filips van Bourgondië-Blaton (vanaf 1498 admiraal der Nederlanden en vervolgens vanaf 1517 bisschop van Utrecht) en Boudewijn van Bourgondië. Deze laatste stierf nog in het zelfde jaar, waarna een groot deel op zijn zoon Maximiliaan vererfde, die in 1518 abt van de Abdij van Middelburg werd. Omdat de abdij zelf ook een groot aandeel ambachten op Walcheren bezitte, stond nu nagenoeg heel Walcheren onder controle van het Bourgondische huis. Binnen dit complex lag het zwaartepunt bij Adolf van Bourgondië, die in 1518 zijn moeder was opgevolgd en als heer van Veere, vier steden en een groot aantal ambachten bezat. Rond 1520 was de Bourgondische invloed in Zeeland op haar hoogtepunt. Maximiliaan van Bourgondië was als abt van Middelburg voorzitter van zowel de Staten van Zeeland als het waterschapsbestuur van Walcheren, Adolf van Bourgondië had als heer van Veere in beide colleges zitting als representant van het platteland, bovendien liet Filips van Bourgondië-Blaton zich als bisschop van Utrecht ook vertegenwoordigen in de Staten van Zeeland.

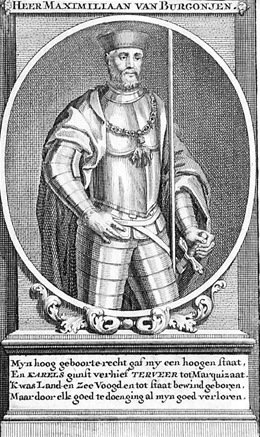
Maximiliaan van Bourgondië, heer en markies van Veere van 1540 tot 1558. Prent uit 1715

In Zeeland stond Adolf en vanaf 1540 zijn zoon Maximiliaan qua aanzien en politiek gewicht op eenzame hoogte. Adolf had bovendien in 1517 Filips van Bourgondië-Blaton opgevolgd als admiraal der Nederlanden. Ook was hij vanaf de oprichting in 1531 lid van de Raad van State. Ook Maximiliaan werd admiraal der Nederlanden, hij volgde zijn vader na diens dood in 1540 op. Vanaf 1547 werd Maximiliaan zelfs stadhouder van Holland, Zeeland en Utrecht. Op Walcheren werd het bezit in 1546 nog uitgebreid met ambachtsporties in Koudekerke en Wellinkwerve.

## Markizaat Veere

### Verheffing tot markizaat
Op 21 oktober 1555, vier dagen voor zijn abdicatie, verhief Keizer Karel V Maximiliaan van Bourgondië tot markies en formeerde daarmee het markizaat Veere. Waarschijnlijk werd dit voornamelijk gedaan als eerbetoon voor de jarenlange trouwe dienst van Maximiliaan. Desondanks is de kans groot dat er ook een politiek motief meespeelde. De desbetreffende oorkonde geeft bijvoorbeeld aan dat alle Maximiliaans lenen op Walcheren hun kwade Zeeuwse leen verloren, en als één goed Hollands leen werden afgescheiden van Maximiliaans andere bezittingen. Waarbij bovendien werd bepaald dat dit leen voortaan ondeelbaar zou zijn. Deze beslissingen duiden erop dat Karel de machtspositie van de heren (nu markiezen) van Veere op Walcheren voor de toekomst wou verankeren. Dit was overigens ook een noodzaak aangezien Maximiliaan op dit moment nog geen nageslacht had, en zijn erfgenamen dus nog niet duidelijk waren. Ook was wellicht op dit moment al duidelijk dat het markizaat en al Maximiliaans bezittingen met grote schulden waren belast, zodoende kan Karel geprobeerd hebben om Maximiliaans nalatenschap aantrekkelijker te maken voor eventuele erfgenamen.
De heren van Veere hadden vanaf 1491 allemaal de functie van admiraal-generaal der Nederlanden vervuld. In de schaduw hiervan had de stad Veere, mede door haar strategische ligging, zich ontwikkeld als haven voor oorlogsschepen. In de laatste jaren van Karel V zijn regering was deze functie van Veere zelfs uitgegroeid tot een permanent karakter. Vanaf 1550 werd door de centrale regering in Brussel een begin gemaakt met een continu operationele oorlogsvloot, en wel met Veere als vaste marinebasis. Als gevolg hiervan zou de keuze van Admiraal der Nederlanden nog vaker in handen van de heer van Veere vallen. In het licht van deze ontwikkelingen was de stabiliteit van de Heren van Veere uitermate belangrijk voor het centrale gezag, en dus waarschijnlijk een van de redenen van verheffing tot markizaat.

### Erfenis Maximiliaan en schuldenlast
In 1558 kwam Maximiliaan te overlijden. Aangezien hij zelf geen kinderen had, werden al zijn bezittingen geërfd door zijn zestienjarige neefje Maximiliaan van Hénin-Liétard, de zoon van Maximiliaans oudste zus Anna. Echter was op dit moment het markizaat en al de geërfde bezittingen zo met schulden belast dat de schuldeisers in 1561 bij de Grote Raad van Mechelen het voor elkaar kregen om twee curatoren aan te stellen, die met het beheer over de familiebezittingen werden belast. Vervolgens verwierp Maximiliaan van Hénin-Liétard in 1563 de erfenis, waardoor Maximiliaan van Kruiningen, een zoon van een jongere zus van de overleden markies, naar voren werd geschoven als erfgenaam. Desondanks besloot de Grote Raad in 1565 dat de gehele erfenis in verschillende percelen geveild moesten worden, negerende de bepaling van Karel V dat het markizaat ondeelbaar moest blijven. In 1567 vond deze verkoop plaats, de twee belangrijkste gegadigden waren niemand minder dan Filips II van Spanje, heer der Nederlanden en zodoende dus graaf van Zeeland en Willem van Oranje, stadhouder van Holland, Zeeland en Utrecht. Filips kon door zijn recht op naasting, Veere en Vlissingen voor zichzelf kopen. Desondanks liet hij zich zelden als markies aanduiden. Voor Willem van Oranje bleef alleen de Hoge heerlijkheid Westkapelle over, die hij kocht ten bate van zijn oudste zoon Filips Willem.
Filips had Veere en Vlissigen gekocht voor 187.750 ponden Vlaams, deze diende hij in contanten neer te tellen. Bovendien had hij voor ruim 186.000 pond Vlaams aan gehypothekeerde goederen overgenomen. De aflossingen en de renten moesten komen uit de opbrengsten van het markizaat, dit was echter nog maar deels gebeurd toen in 1572 de Nederlandse opstand uitbrak en eerst Vlissingen en niet veel later ook Veere voor de opstand koos. Resultaat was dat de schuldeisers bij het Hof van Holland en Zeeland beslaglegging op Filips goederen eisten. In 1572 werden Vlissingen en Veere apart verkocht aan respectievelijk Jacob Bouwensz. en Jacob Campe, deze verkoop moet later nietig of ongeldig zijn verklaard want in 1581 werd door de crediteuren weer tot verkoop verzocht. Dit werd toegekent en in 1581 werd het markizaat in twee ronden openbaar verkocht. Weer was Willem van Oranje gegadigde en nu met betere papieren dan in 1567. Hij kocht Veere voor 74.500 ponden en Vlissingen voor 70.200. Dit waren bedragen die hij echter net zomin bezat als Filips en van directe betalingen kon dus geen sprake zijn. Ook hij had schulden moeten maken en aflossing ervan beloven uit de inkomsten uit zijn nieuwe bezit. Met deze verkoop werd het markizaat toegevoegd aan het overerfbare privébezit van de Oranjes. Een belangrijke verandering sinds de tijd van Maximiliaan van Bourgondië was dat de markies nu niet meer in het markizaat zelf woonde. De vroegere imposante woonplaats van de heren van Veere, kasteel Zandenburg, was in de opstand bovendien verwoest en herbouw mocht men niet verwachten van de nieuwe heersers.

#### De markies als Eerste Edele
Sinds het overlijden van Maximiliaan van Bourgondië in 1558 en de verwoesting van kasteel Zandenburg in de opstand, verbleef de markies van Veere niet meer in het markizaat zelf. Het markizaat was nu ook slechts één onderdeel van de vele privébezittingen van de Oranjes geworden. De positie was nu niet meer belangrijk om haar strategische ligging, maar om de invloed die het bracht in de Staten van Zeeland. Maximiliaan werd voor de verheffing tot markizaat al ‘de apparenste vanden edelen’ van Zeeland genoemd, de meest gekwalificeerde edelman. Hierdoor, en door de daling van Zeeuwse edelen die in de Staten verschenen, deed Maximiliaan vaak het woord in de Staten namens alle edelen. Dit groeide langzaam uit tot de functie van Eerste Edele. Na Maximiliaans dood en het aantreden van Willem van Oranje als Stadhouder van Zeeland in 1559, probeerde Willem de positie van Eerste Edele onafhankelijk van het markizaat te maken en zijn zoon Filips Willem als heer van Sint-Maartensdijk naar voren te schuiven als Eerste Edele. Omdat Filips Willem nog maar vijf jaar oud was zou Willem zelf als voogd en vertegenwoordiger optreden. Willem kreeg de steun van de bisschop van Middelburg die de prelaat vertegenwoordigde in de Staten. In 1562 werd Filips Willem en diens vader Willem bevoegd alszijnde Eerste Edele en diens vertegenwoordiger.
Toen in 1565 werd bepaald dat het markizaat verkocht moest worden, bleek toch dat ook de positie van Eerste Edele als onderdeel van het nalatenschap werd aangemerkt. Omdat hiermee de positie van Filips Willem als Eerste Edele bedreigd werd, verzocht Willem van Oranje in 1565 de landvoogdes Margaretha van Parma om dit automatisme ongedaan te maken. Deze verbood vervolgens de curatoren van Maximiliaans nalatenschap om de titel ‘l'Estat de premier Noble’ te verkopen totdat over de verbinding met Veere nadere uitspraak was gedaan. Dit kwam uiteindelijk in 1566 door de Grote Raad van Mechelen. Het Eerste Edeleschap zou enkel met het markizaat worden mee verkocht als aan een uiterst vaag voorbehoud werd voldaan. Tevergeefs de moeite van Willem van Oranje, de uiteindelijke koper Filips II van Spanje achtte zich alleszins gerechtigd om het Eerste Edeleschap op zich te nemen. Hoewel tegenstanders vonden dat de landsheer nooit zelf deel kon nemen aan een vertegenwoordigend college, bleef deze constructie gehandhaafd tot de Opstand vanaf 1572.
In 1572 werd Willem van Oranje weer erkend als stadhouder en Filips Willem werd, ondanks zijn gevangenschap in Spanje, weer beschouwd als Eerste Edele met zijn vader als voogd en vertegenwoordiger. Deze benoemingen werden tijdens de eerste, nog revolutionaire, Statenvergadering in 1577 bevestigd. Doordat de andere voornaamste Zeeuwse edelen tijdens de opstand naar het zuiden waren gevlucht, waren er ook geen andere kandidaten voor deze functies. Met de koop van het markizaat in 1581 door Willem van Oranje werden de posities van de Oranjes alleen maar meer verstevigd. Bovendien had Willem van Oranje in 1574 van Veere en Vlissingen stemhebbende steden in de Staten van Zeeland gemaakt als dank voor het vroege kiezen voor de opstand, dit zorgde er voor dat de Oranjes nog meer invloed in de Zeeuwse politiek kregen.

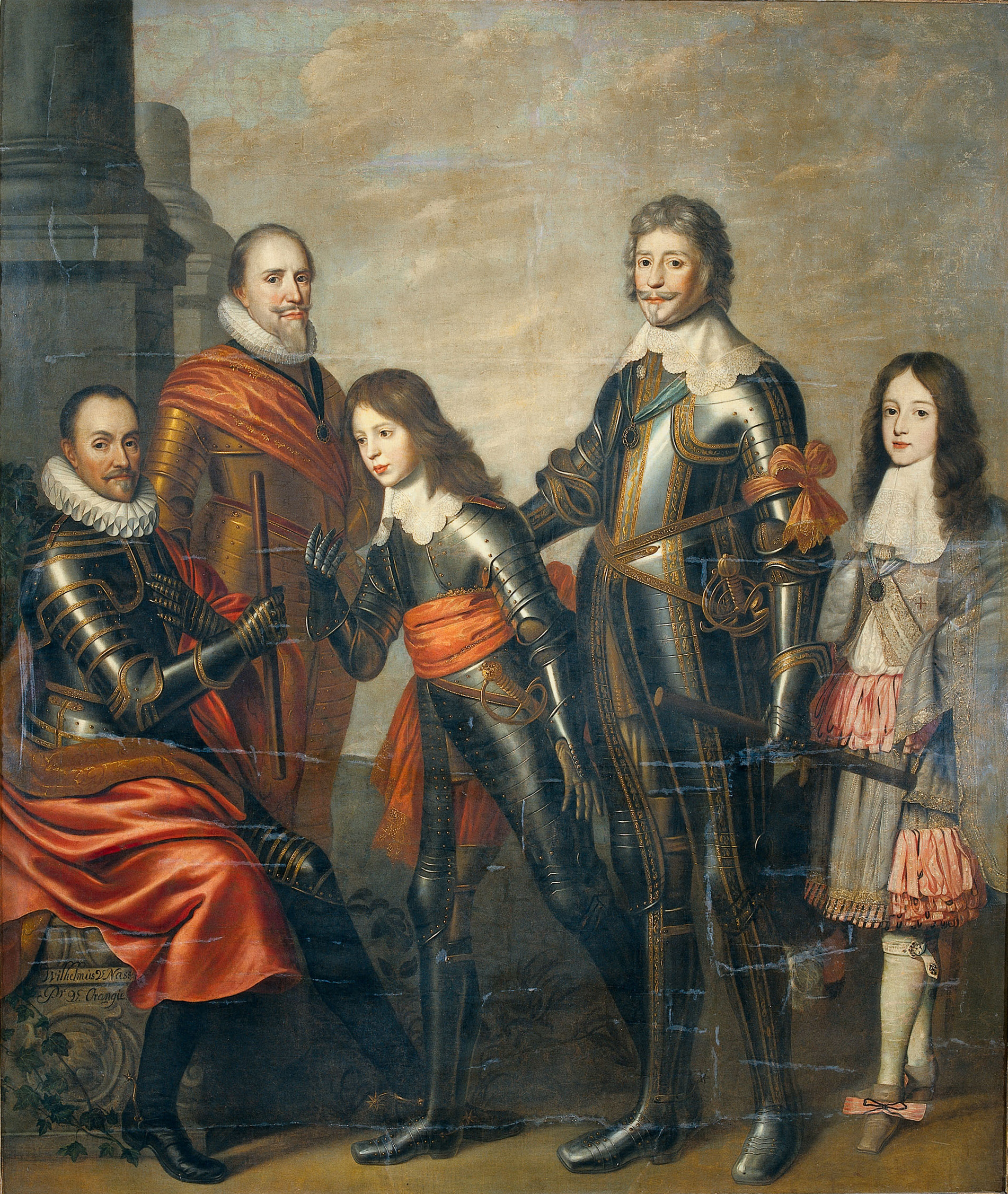
Vier generaties Prinsen van Oranje; Willem I, Maurits en Frederik Hendrik, Willem II en Willem III. Markiezen van Veere van 1581 tot 1702. Schilderij uit 1660-1662.

### Filips Willem en Maurits en de erfenis van Willem van Oranje
Willem van Oranje werd op 10 juli 1584 vermoord. Zijn nalatenschap, nog steeds in de schulden, zou logischerwijs geërfd moeten worden door zijn oudste zoon Filips Willem. Probleem was echter dat deze zich nog tot 1595 in Spanje zou bevinden, katholiek was opgevoed en zich dus niet aan de kant van de opstand bevond. Willems nalatenschap werd dan ook bijna vijfentwintig jaar lang als sterfhuis beheerd door enkele curatoren. Willem van Oranje's oudste zoon uit zijn tweede huwelijk, Maurits was wel in de Nederlanden, en wist al op jonge leeftijd belangrijk te worden onder de opstandelingen. Zo werd hij in 1585 op 18-jarige leeftijd al benoemd tot stadhouder van Holland en Zeeland en in 1590 ook van Utrecht, Gelderland en Overijssel. In november 1584 maakte hij tevergeefs aanspraak op het markizaat, waarna hij in april 1585 de markiezentitel usurpeerde. Enkele maanden later beval hij de magistraat van Veere om recht te spreken in naam van de markies - van hemzelf dus, hoewel dat hoorde te gebeuren namens het sterfhuis van Willem van Oranje. Desondanks legden de stadsnotabelen en de curatoren zich hier maar bij neer. Vervolgens werd op 20 november 1588 Maurits ingehuldigd als markies van Veere. Het duurde tot 1609 voordat de verdeling van Willem van Oranje zijn nalatenschap werd besloten, de overgebleven schulden waren afgelost of kwijtgescholden. Hoewel Filips Willem was teruggekeerd naar de Nederlanden, maar had zich aan vijandige zijde in Brussel gevestigd. Pas dankzij de vrede van het twaalfjarig bestand kon hij weer aanspraak doen op zijn erfenis. Desondanks bleef het markizaat van Veere en Vlissingen aan Maurits toebehoren. Toen Filips Willem in 1618 stierf kwamen alsnog al zijn bezittingen aan Maurits toe.
Voor de opstand was het markizaat in leen van de landsheer, die altijd zowel graaf van Holland als graaf van Zeeland was geweest. Nu was het markizaat in leen van de zelfstandige staten, waardoor zowel de Staten van Zeeland als de Staten van Holland beweerden de functie van leenheer van het markizaat te bezitten. In 1609 had Maurtis enkel in Holland de leenmaneed afgelegd, tot grote ergernis van de Zeeuwse Staten. Na enige jaren van juridisch getouwtrek werd Maurits in 1613 ook in Middelburg officieel beleend met het markizaat.

#### Eerste Edele na Willem van Oranje
De functie van Eerste Edele was na de opstand gewichtiger geworden dan ervoor. De gehele stand van de geestelijkheid was immers verdwenen. Na de dood van Willem van Oranje was het lang onduidelijk wie de functie van Eerste Edele bekleedde. Pieter de Rijcke, die al sinds 1579 de zaken van de Oranjes vertegenwoordigde nam nog steeds zitting in de Staten maar onduidelijk was namens wie. Uiteindelijk was het prins Maurits die in 1586, inmiddels stadhouder en de titel van markies dragende, eigenmachtig De Rijcke zijn positie als vertegenwoordiger van de Eerste Edele verlengde. Hiermee gedroeg Maurits zich als Eerste Edele, hoewel hij tegelijkertijd Filips Willem nog steeds als zodanig erkende. Pas na het overlijden van De Rijcke in 1596 kwam de positie weer ter discussie. Maurits benoemde de baljuw van Veere, Jacques de Malderee, tot opvolger van De Rijcke. Niet namens zijn halfbroer Filips Willem, maar namens hemzelf als Eerste Edele. Hoewel de Staten van Zeeland Maurits in maart 1596 erkende als Eerste Edele, stelden zij wel vast deze functie niet gebonden was aan zijn titel als de Markies van Veere. Hiermee konden de Staten elke keer als de positie vacant werd, zelf bepalen wie de nieuwe Eerste Edele werd. Deze bevoegdheid, zo werd geredeneerd, was ten gevolge van de opstand aan de grafelijkheid teruggevallen en de grafelijkheid werd nu gerepresenteerd door de Staten zelf.

### Positie van de markies als Eerste Edele in de 17e eeuw
Na de dood van Maurits in 1625, werd zijn jongere halfbroer Frederik Hendrik van Oranje de nieuwe markies van Veere. Opmerkelijk hier is dat namens hem eerst in Zeeland leenhulde werd gedaan en pas een jaar later in Holland. Bij Maurits was dit andersom gebeurd en ook bij Frederik Hendrik zijn opvolgers zou dit eerst in Holland gebeuren. Op 31 oktober 1625 werd Frederik Hendrik ingehuldigd in Vlissingen, maar in Veere is hij nooit geweest. Frederik Hendrik werd in 1625 ook benoemd tot Eerste Edele door de Staten van Zeeland, niet omdat hij de markies van Veere was, maar wegens de verdiensten van zijn Huis, zo werd door de Staten gemeld. Toen deze echter zijn representant Adriaan de Manmaker aanstelde en hiermee het verband met het markizaat legde, ontstond er wederom enige spanning. Bij de benoeming van De Manmakers opvolger Johan de Knuyt werd de link van de Eerste Edele met het markizaat opzettelijk vermeden en leken de spanningen weer uit de lucht. Na Frederik Hendriks dood in 1647, verlengde zijn opvolger als markies Willem II van Oranje zelfstandig de commissie van De Knuyt, wat tot een conflict met de Staten leidde. Willem II verkocht in 1648 een groot deel van het markizaat, waaronder de steden Westkapelle en Domburg, aan de stad Middelburg. Het conflict met de Staten duurde tot Willem II zijn plotselinge dood in 1650. Omdat zijn opvolger, Willem III van Oranje, bij Willem II zijn overlijden nog niet eens geboren was, lieten de Zeeuwse Staten, eveneens als de Hollandse, zowel de functie van Eerste Edele als die van stadhouder onbezet. Desalniettemin werd op aandringen van Willem III zijn moeder Maria Henriëtte Stuart, in 1653 Willem III als markies erkend door zowel de Staten van Holland als die van Zeeland.
Desondanks bleven er velen in Zeeland die Oranjegezind waren. Dit leidde er toe dat al in 1660 door de Staten een resolutie werd aangenomen dat zij Willem III op zijn achttiende zouden aanstellen als stadhouder, kapitein-generaal en Eerste Edele. Toen Willem III in 1668 plotseling in Middelburg opdook werd hij dan ook meteen, op basis van de verdiensten van zijn voorouders, tot Eerste Edele benoemd. Zes dagen later volgde zijn inhuldiging als de markies van Veere. Dankzij het Rampjaar 1672 werd Willem III ook benoemd tot stadhouder en kon hij veel autoritairder optreden in Zeeland en de overige gewesten dan zijn voorgangers.

### Devassalage markizaat
Na de dood van de kinderloos gebleven Willem III in 1702, kwam niet alleen de opvolging als Eerste Edele en stadhouder in opspraak, ook de opvolger van het markizaat Veere zelf werd betwist. Willem III zelf had geprobeerd zijn achterneef Johan Willem Friso van Nassau-Dietz tot universeel erfgenaam en opvolger aan te wijzen. Een andere kandidaat was Frederik I, Koning van Pruisen, deze was namelijk een kleinzoon van Frederik Hendrik van Oranje via deze zijn dochter Louise Henriëtte van Nassau. De Staatsen (ookwel de Loevesteinse factie) zagen nu hun kans om van de Oranjes af te komen en riepen in meerdere gewesten, waaronder Zeeland het Tweede Stadhouderloze Tijdperk uit. Pas in 1732 vond de verdeling van de erfenis van Willem III plaats. Johan Willem Friso van Nassau-Dietz was ondertussen al in 1711 omgekomen en zijn aanspraken op de erfenis werden overgenomen door zijn zoon Willem Karel Hendrik Friso. Deze kreeg als Willem IV van Oranje-Nassau ook het merendeel van de erfenis toebedeeld, waaronder het markizaat van Veere en Vlissingen. Nu deed zich echter een ander probleem voor. Hoewel het al in 1706 en 1723 werd voorgesteld om het markizaat van de Oranjes te ontnemen door ontbinding van het markizaat zelf, werd dit pas na de bepaling van de erfenis van Willem III in 1732 verwezenlijkt. Door de Staten werd bepaald dat Willem Karel Hendrik Friso niet als markies zou worden verheven en van zijn positie vervallen was verklaard. Veere en Vlissingen hun leenrechtelijk status werden opgeheven en werden gepromoveerd tot vrije grafelijke steden, en werden zodoende direct onder de Staten zelf geplaatst.

### Terugkeer Prinsen van Oranje

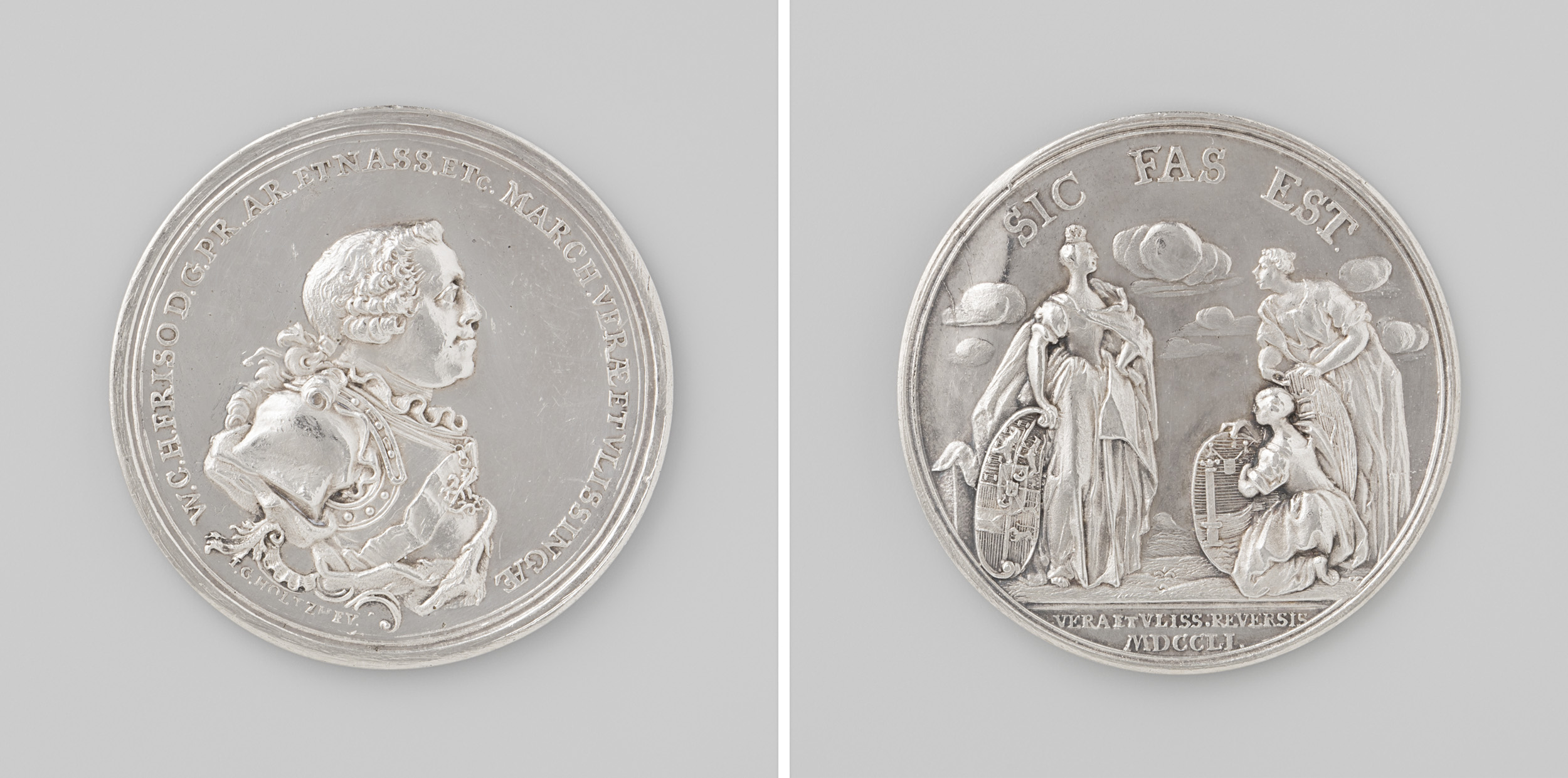
Zilveren penning ter ere van de inhuldiging van Willem IV als markies van Veere en Vlissingen. Vervaardigd in 1751.

Deze devassalage hield echter slechts zestien jaar stand. Toen in 1747 in lijn met de grote verliezen tegen Frankrijk in de Oostenrijkse Successieoorlog het regnetenregime viel, werd Willem IV van Oranje-Nassau in alle gewesten als stadhouder benoemd en werd deze functie zelfs erfelijk gemaakt. Vervolgens werd in 1748 de devassalage herroepen en op 30 mei werd Willem IV alsnog erkend als de markies van Veere en Vlissingen. Op 1 juni 1751 werd Willem IV feestelijk ingehuldigd als markies te Veere.
Na Willem IV zijn overlijden werd zijn zoon Willem V van Oranje-Nassau prins, erfstadhouder en markies. Op 18-jarige leeftijd in 1766 werd Willem V ingehuldigd als mmarkies van Veere. Deze zou dat blijven tot 1795, toen met de Franse inval en de daarop volgende Bataafse Revolutie alle bezittingen van Willem V verbeurd werden verklaard en het hele Nederlandse staatsbestel werd opgeheven. Het markizaat van Veere en Vlissingen werd hierbij ook opgeheven.

## Markies als historische titel
Nadat al Willem V zijn bezittingen waren geconfisqueerd en hijzelf in ballingschap was gegaan, bleef hij toch al zijn voormalige titels voeren, waaronder die van markies van Veere en Vlissingen. Hoewel hij in 1804 in een overeenkomst met de Bataafse Republiek akkoord ging met de onteigening van zijn bezittingen in ruil voor een compensatie, werd deze overeenkomst nooit geratificeerd. Zodoende bleef hij en zijn zoon Willem VI deze titels dragen. Nadat deze Willem VI in 1813 als Koning Willem I der Nederlanden terug was gekeerd, bleven de voormalige bezittingen eigendom van de staat. Willem I maakte dan ook geen aanspraak op zijn voormalige bezittingen. Wel ontving hij een jaarlijks inkomen, waarvan een gedeelte moest worden opgebracht door de zogeheten kroondomeinen, waar het markizaat van Veere en Vlissingen er een van was.
In een parlementaire behandeling van de Wet lidmaatschap koninklijk huis 2002 liet de regering weten dat de titel van markies van Veere en Vlissingen, samen met enkele ander historische titels functioneel verbonden zijn aan het koningschap van Nederland. Ze kunnen dus nooit aan andere personen dan de koning(in) van Nederland vervallen.